# West London

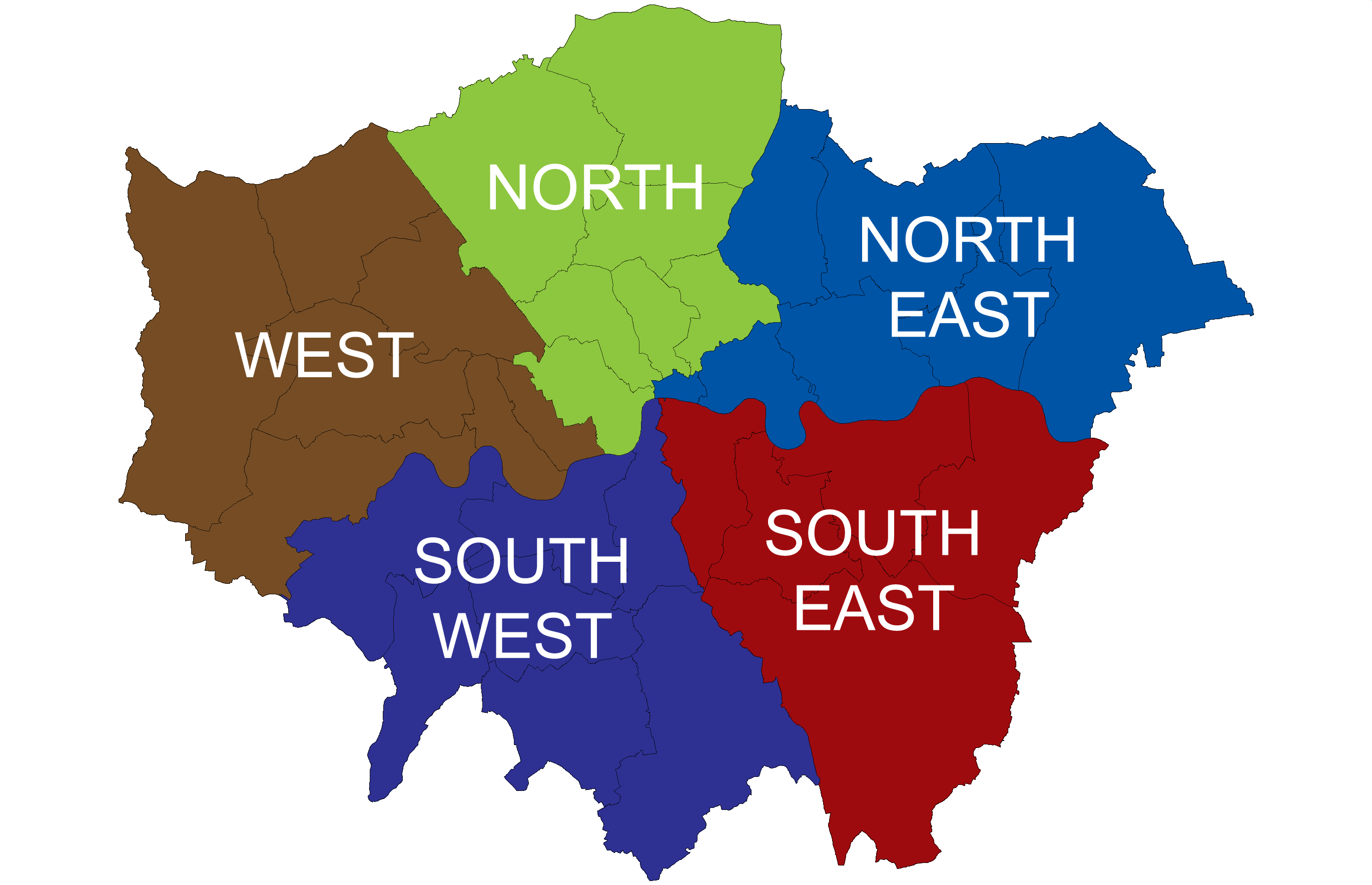
Subregions de Londres (Pla de Londres).

West London (en català Londres oest) és una subregió de Londres segons estableix el Pla de Londres. Aquesta subregió agrupa els districtes londinencs de Brent, Ealing, Hammersmith i Fulham, Harrow, Hillingdon, Hounslow, Kensington i Chelsea.